# 潘繼炳

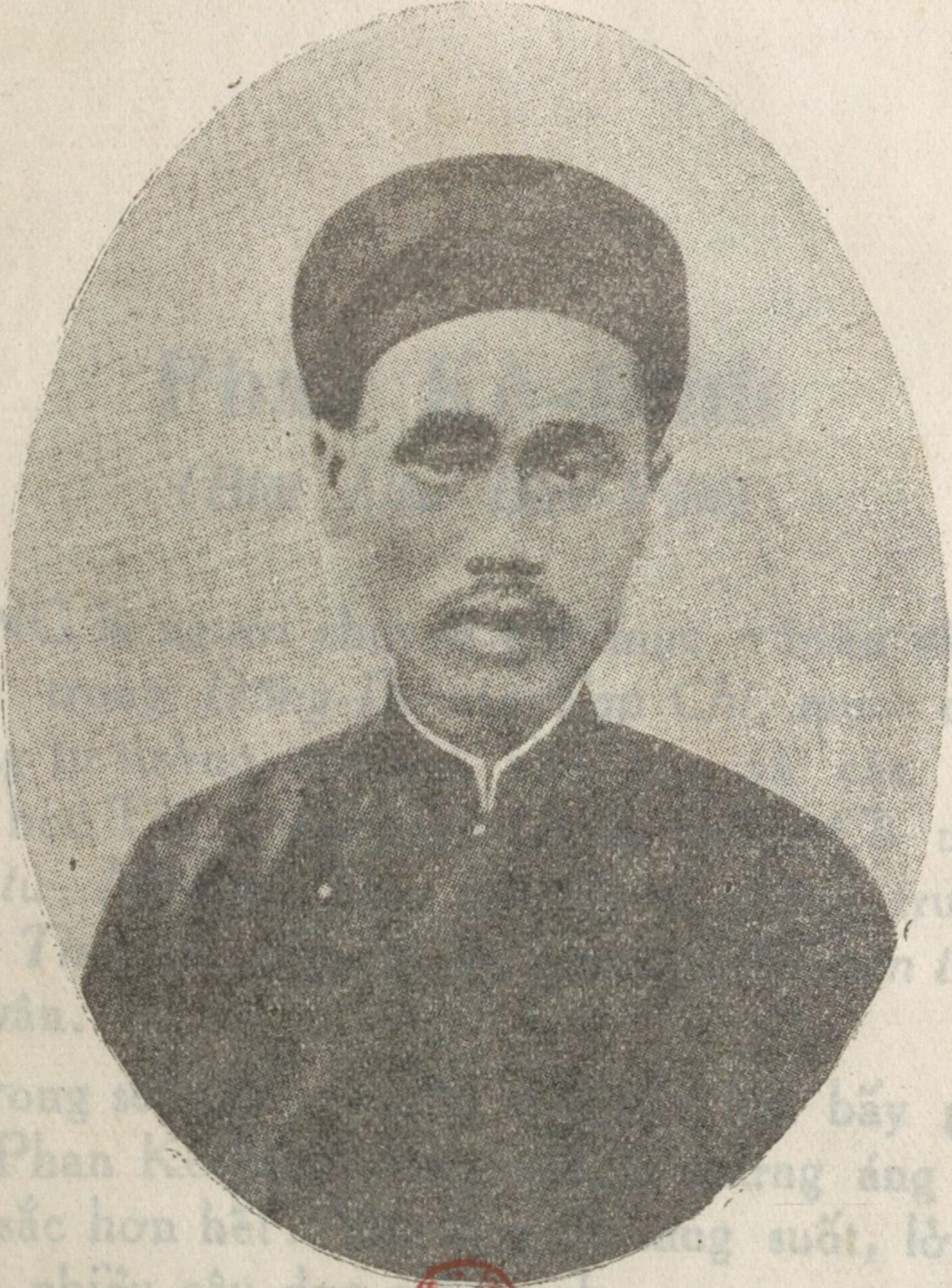
潘繼炳

潘繼炳（越南语：／；1876年—1921年）是越南阮朝後期的記者、作家、翻譯家、歷史學家。
潘繼炳是河東省環龍縣瑞彰坊（今屬河內市西湖郡瑞奎坊）人，嗣德二十九年（1876年）出生。潘繼炳曾多次參加鄉試，但只考中秀才。成泰十八年（1906年），潘繼炳以秀才身份再次參加河南場鄉試，考中舉人。隨後，他響應維新運動，撰寫文章，宣傳進步思想，並將越南漢文著作翻譯成國語字。他曾為《東洋雜誌》、《六省新聞》、《中北新聞》等報紙雜誌供稿。啟定六年（1921年），潘繼炳去世，壽四十六歲。

## 著作
潘繼炳寫作主要使用國語字，他的《越南風俗》、《漢越文考》、《南海異人》、《興道大王》等書都是國語字作品；他還將《大南一統志》、《大南典例撮要》、《越南開國誌傳》、《大南列傳前編》、《大南列傳正編》等越南漢文典籍翻譯成國語字出版。他和阮文永共同翻譯的《三國志演義》更是家喻戶曉。

## 外部鏈接
- 《漢越文考》（页面存档备份，存于）